# Hofkapelle Aich (Forstinning)

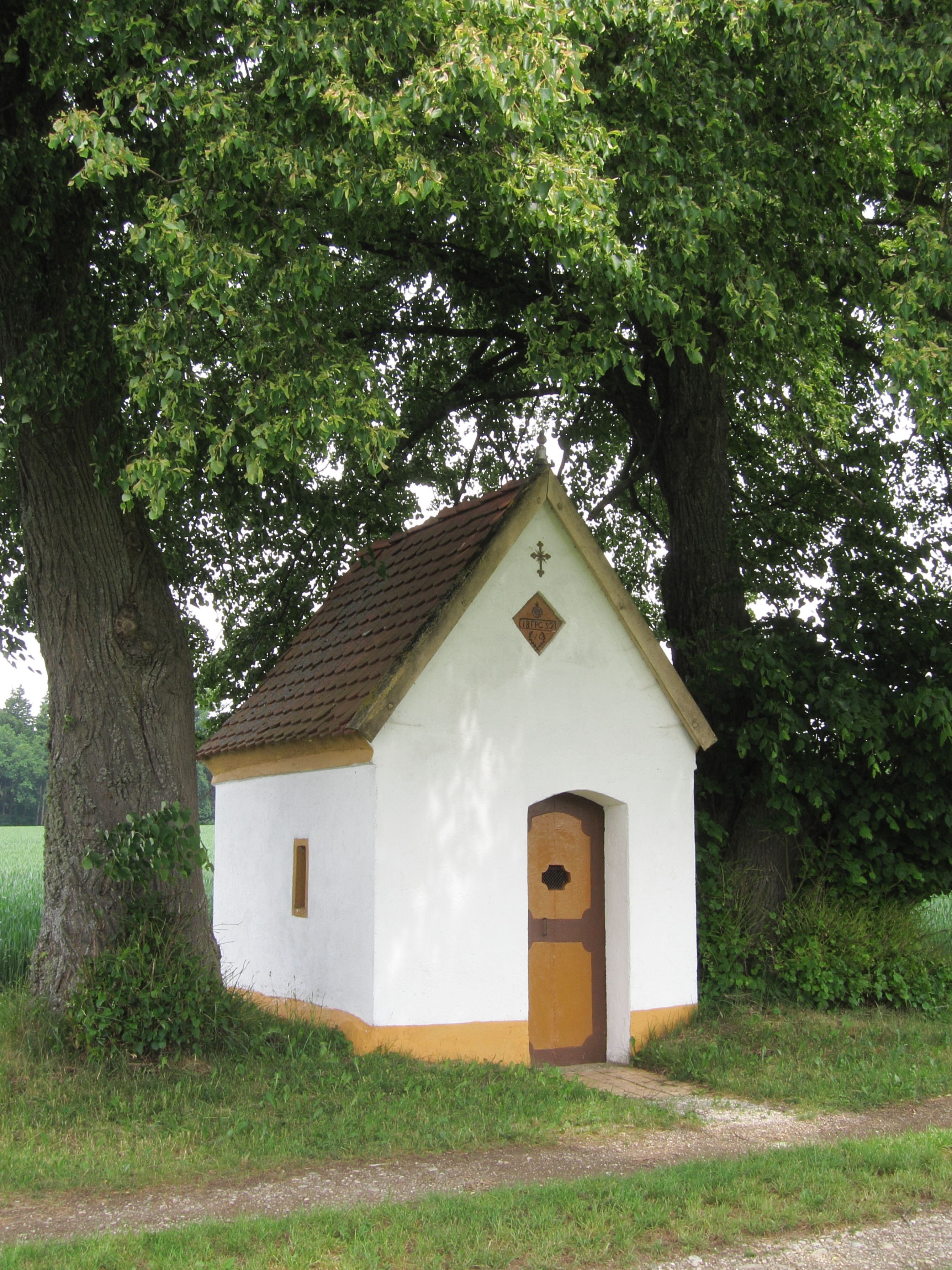
Hofkapelle in Aich

Die Hofkapelle ist eine Hofkapelle in Aich, einem Gemeindeteil von Forstinning im oberbayerischen Landkreis Ebersberg. Sie  wurde 1832 errichtet und ist ein geschütztes Baudenkmal.
Der kleine Putzbau mit steilem Satteldach und rundem Chorschluss hat eine ebenfalls denkmalgeschützte Ausstattung.